# Aartsbisdom Hartford
Het aartsbisdom Hartford (Latijn: Archidioecesis Hartfortiensis) is een rooms-katholiek aartsbisdom met als zetel Hartford, hoofdstad van de staat Connecticut, in de Verenigde Staten. De aartsbisschop van Hartford is metropoliet van de kerkprovincie Hartford, waartoe ook de suffragane bisdommen Bridgeport, Norwich en Providence behoren.

## Geschiedenis
Het aartsbisdom werd opgericht op 28 november 1843, als het bisdom Hartford, uit delen van het bisdom Boston, en was suffragaan aan het aartsbisdom Baltimore. Op 19 juli 1850 veranderde het van kerkprovincie en werd suffragaan aan het aartsbisdom New York. Op 12 februari 1875 veranderde het nogmaals van kerkprovincie en werd suffragaan aan het aartsbisdom Boston. Op 6 augustus 1953 werd het verheven tot metropolitaan aartsbisdom. 
Het aartsbisdom verloor meermaals gebied bij de oprichting van de bisdommen Providence (1872), Norwich (1953) en Bridgeport (1953).

## Parochies
Het aartsbisdom had in 2021 een oppervlakte van 5.926 km2 en telde 1.926.810 inwoners waarvan 38,1% rooms-katholiek was.

## Ordinarii

### Bisschoppen
- William Barber Tyler (28 november 1843 - 18 juni 1849)
- Bernard O’Reilly (9 augustus 1850 - 22 januari 1856; coadjutor sinds 19 juli 1850)
- Francis Patrick McFarland (8 januari 1858 - 12 oktober 1874)
- Thomas Galberry (12 februari 1875 - 10 oktober 1878)
- Lawrence Stephen McMahon (16 mei 1879 - 21 augustus 1893)
- Michael Tierney (21 december 1893 - 5 oktober 1908)
- John Joseph Nilan (17 februari 1910 - 13 april 1934)
  - John Gregory Murray (hulpbisschop: 15 november 1919 - 29 mei 1925)
- Maurice Francis McAuliffe (23 april 1934 - 15 december 1944; hulpbisschop sinds 17 december 1925)

### Aartsbisschoppen
- Henry Joseph O’Brien (bisschop: 7 april 1945, aartsbisschop: 6 augustus 1953 - 20 november 1968; hulpbisschop sinds 19 maart 1940)
  - John Francis Hackett (hulpbisschop: 10 december 1952 - 16 december 1986)
  - Joseph Francis Donnelly (hulpbisschop: 9 november 1964 - 30 juni 1977)
- John Francis Whealon (28 december 1968 - 2 augustus 1991)
  - Peter Anthony Rosazza (hulpbisschop: 28 februari 1978 - 30 juni 2010)
  - Paul Stephen Loverde (hulpbisschop: 3 februari 1988 - 11 november 1993)
- Daniel Anthony Cronin (10 december 1991 - 20 oktober 2003)
  - Christie Albert Macaluso (hulpbisschop: 18 maart 1997 - 15 december 2017)
- Henry Joseph Mansell (20 oktober 2003 - 29 oktober 2013)
- Leonard Paul Blair (29 oktober 2013 - 1 mei 2024)
  - Juan Miguel Betancourt Torres (hulpbisschop: 18 september 2018 - heden)
- Christopher James Coyne (1 mei 2024 - heden; coadjutor sinds 26 juni 2023)

## Galerij van afbeeldingen

Wapen van het aartsbisdom
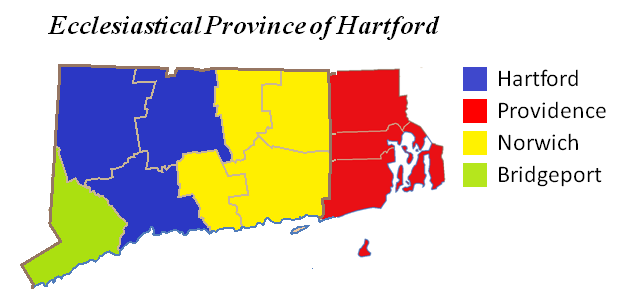
Kerkprovincie met aartsbisdom en suffragane bisdommen
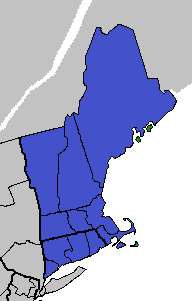
Regio I van de Amerikaanse bisschoppenconferentie
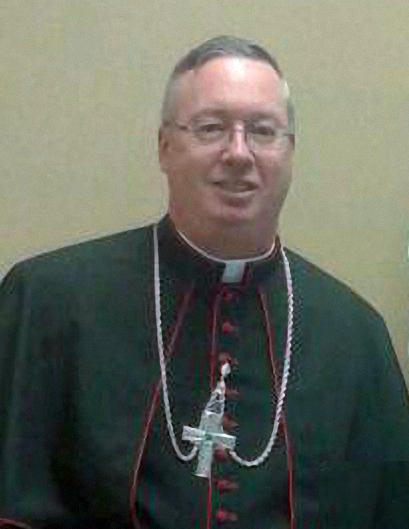
Aartsbisschop Christopher James Coyne (2024-heden)
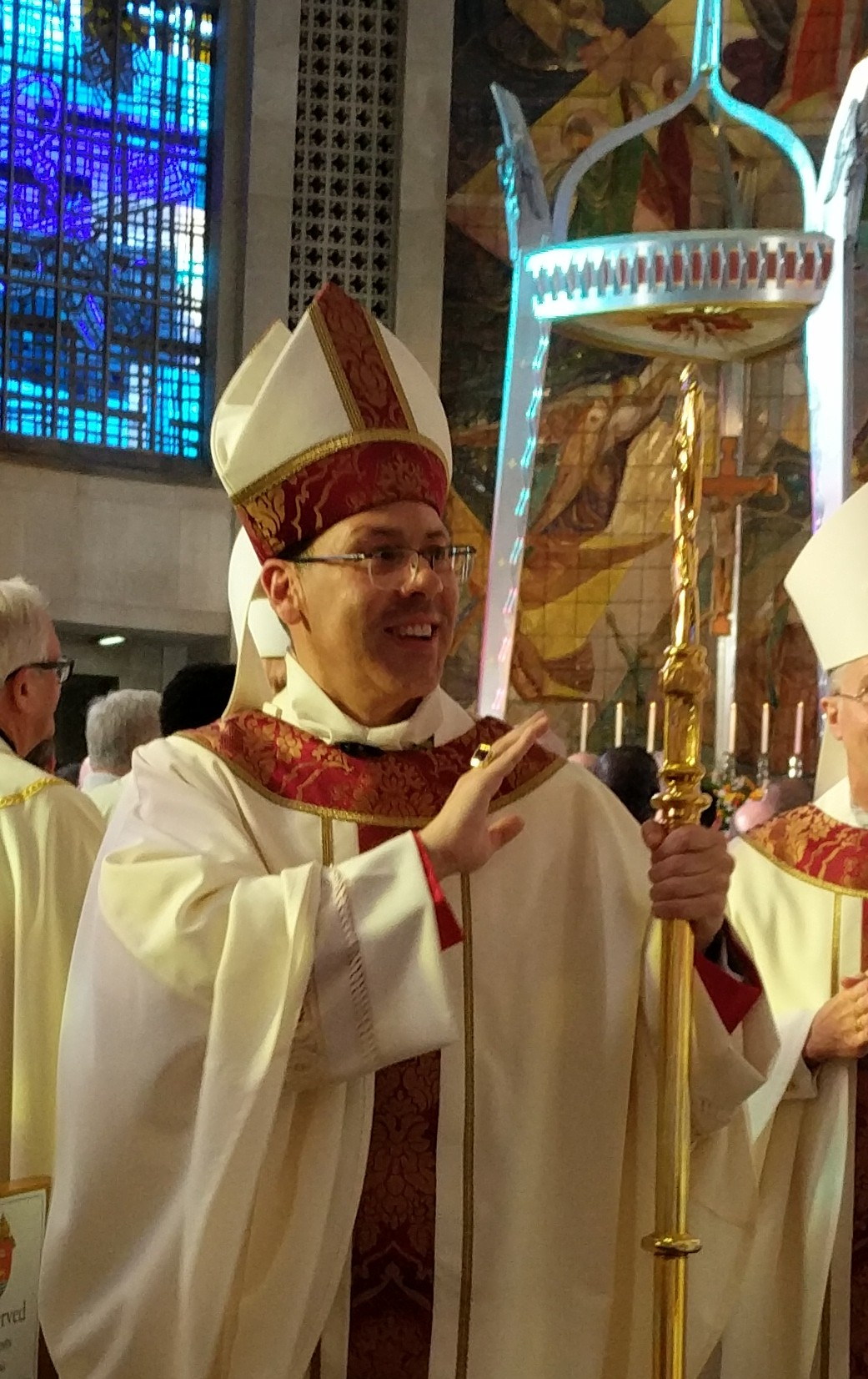
Hulpbisschop Juan Miguel Betancourt Torres (2018-heden)
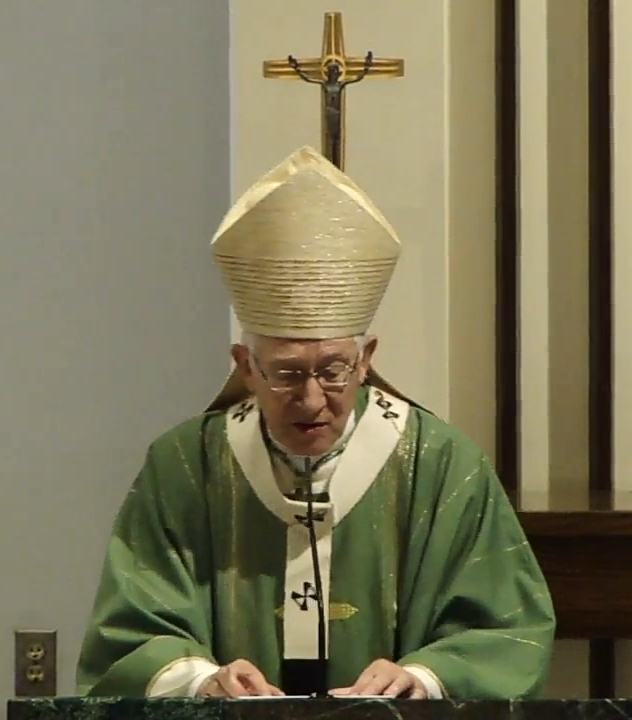
Aartsbisschop Leonard Paul Blair (2013-2024)

Hartford (aartsbisdom) · Bridgeport · Norwich · Providence